# Operación Soberanía (Argentina)

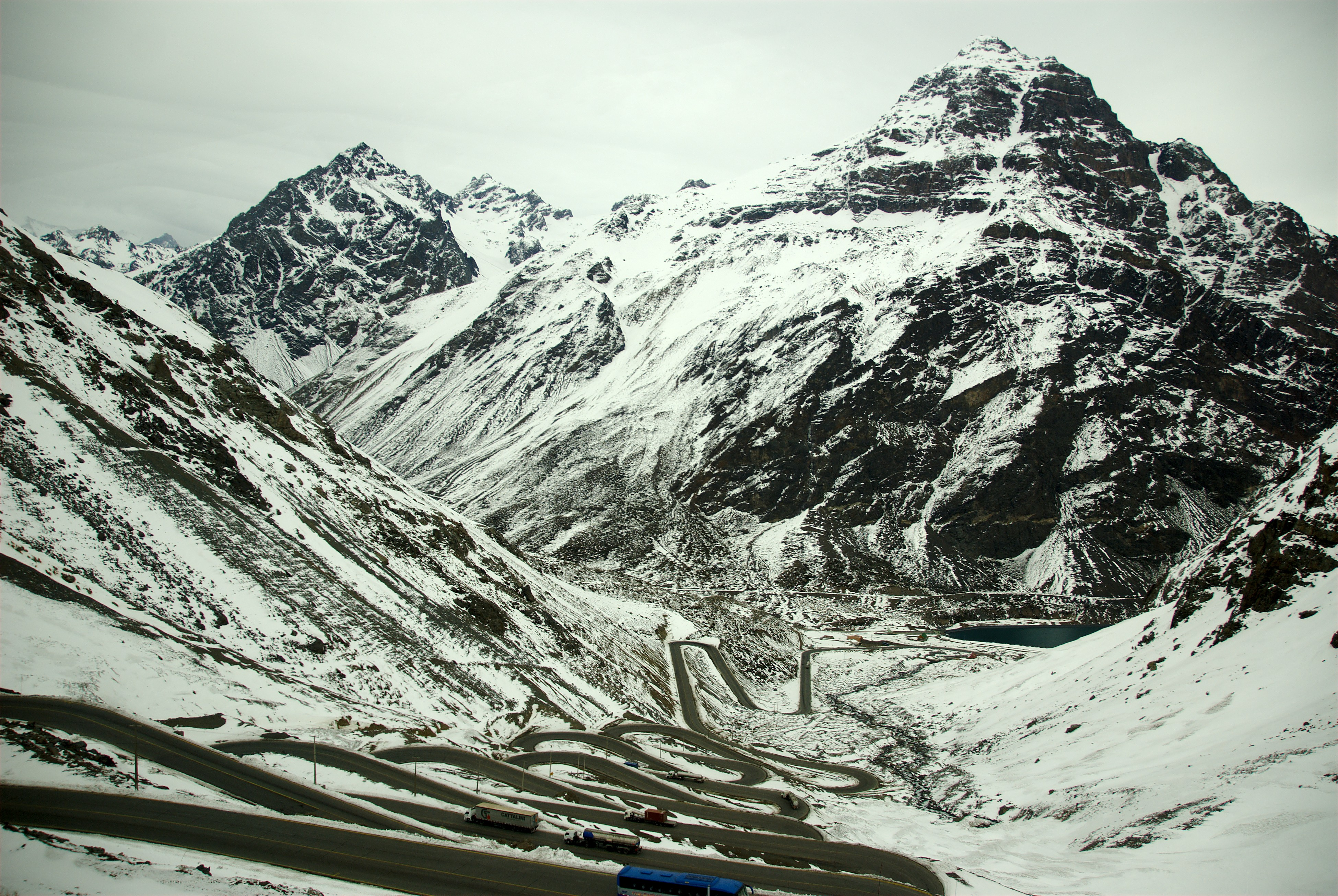
El lado chileno del principal paso de Argentina a Chile

Operación Soberanía u Operativo afianzamiento de la soberanía fue el nombre en clave del plan de invasión a la República de Chile que Argentina planificó ejecutar en los últimos días de diciembre de 1978, pero que fue suspendido en el último momento por la intervención del papa Juan Pablo II.
Para solucionar el litigio por la soberanía de las islas y los derechos marítimos en el área del canal Beagle, Argentina y Chile acordaron en 1971 recurrir al arbitraje del Gobierno del Reino Unido, árbitro formal establecido en el Tratado General de Arbitraje del 28 de mayo de 1902, pero que solo podía aceptar o rechazar el fallo de un tribunal nombrado de común acuerdo entre ambos países. Basándose en el derecho internacional, los jueces dictaron sentencia el 22 de mayo de 1977, asignando las islas Picton, Nueva y Lennox a Chile. El 25 de enero de 1978, el gobierno argentino declaró el laudo arbitral «insanablemente nulo» y movilizó su poderío militar para obligar a Chile a dejarlo de lado y negociar una solución al conflicto más favorable a la posición argentina. Al no lograr ese objetivo por la vía negociada, Argentina planificó una guerra de agresión contra Chile.
La situación chilena parecía bastante desventajosa. Frente a un país que casi lo triplicaba en el número de habitantes y con un ingreso per cápita mayor, Chile enfrentaba, además, a raíz de los atentados a los derechos humanos cometidos durante la dictadura militar, una negación a la venta de armas de parte de sus proveedores tradicionales, Estados Unidos de América y Europa Occidental, lo que dificultaba aún más la ya compleja tarea de resguardar su territorio, debido a su propia geografía.

## El balance militar
A consecuencia del asesinato del exministro Orlando Letelier y la activista Ronni Moffitt en 1976, los Estados Unidos de América decretaron un embargo de armas contra Chile, la Kennedy Amendment, después ampliado por la International Security Assistance and Arms Export Control Act of 1976 —luego, este Amendment también fue aplicado a Argentina—. Alemania Federal se negaba a vender armas a Chile: el semanario alemán Der Spiegel en la página 31 de su edición del 6 de marzo de 1978 en un artículo sobre la política oficial de venta de armas constataba:

…seit 1974 verhalf Bonn zudem den Streitkräften fast aller südamerikanischer Meeresanreiner (Ausnahme: Chile) zu stärkerer Seetüchtigkeit…
[…] desde 1974, Bonn contribuyó al fortalecimiento de la capacidad marítima de las marinas de guerra de casi todos los países costeros suramericanos (salvo Chile) […]

También Austria se negaba a vender armas a Chile. Sin embargo, tanto Austria como Alemania vendían armas a Argentina sin restricciones especiales y con Estados Unidos mantenía buenas relaciones a cambio de la cooperación argentina en la lucha antiguerrillera en Centroamérica.
Varios países europeos continuaron vendiendo armas a Argentina durante la fase más peligrosa del conflicto. En diciembre de 1978, cuando la amenaza de guerra era evidente, los astilleros alemanes Blohm + Voss acordaron con Argentina la construcción de cuatro destructores y ese año Francia vendió y entregó dos corbetas tipo D'Estienne d'Orves A-69 con misiles Exocet, llamadas Good Hope y Transvaal, construidas para el entonces gobierno de Sudáfrica y que no pudieron ser entregadas por el embargo decretado por la ONU. En Argentina se les llamó ARA Drummond y ARA Guerrico.
Sin embargo esta diferencia cuantitativa era atenuada por factores como:
- La defensa implica menos riesgo que el ataque.[17]
- Las continuas intervenciones de las fuerzas armadas argentinas en la política contingente desde los años 1930 habían mermado notablemente sus capacidades profesionales.[18]
- Se estimaba que Chile tenía significantes ventajas en la defensa dada la calidad profesional de sus fuerzas armadas y las bien desarrolladas líneas de logística y comunicación.[19][20][21]

La profesionalidad de las Fuerzas Armadas chilenas impresionó positivamente a los observadores extranjeros. El 5 de noviembre de 1900, es decir 78 años antes, en una situación muy semejante, Julio de Arellano, ministro plenipotenciario de España en Buenos Aires, informaba a su gobierno sobre el peligro de una guerra entre Argentina y Chile. Sobre las capacidades decía:

La Républica Argentina es, sin duda, el estado más rico de Sud América, su marina es más numerosa y con mayor calidad de buques que la de Chile, posee elementos de guerra para armar un ejército de 300 000 hombres y en sus arsenales y depósitos militares, se ha gastado y se gasta sin reparar en cifras con tal de que se hallen provistos de armamento de último modelo; pero en este país se carece de homogeneidad de población que caracteriza a Chile […] donde es unánime la exaltación patriótica y donde ha podido formarse un Ejército, que los oficiales alemanes proclaman comparable en su organización y cualidades al mejor de Europa.
Pedro Santos Martínez, Documentos Diplomáticos sobre historia argentina, 1850-1954, Tomo V: 1890-1909. Centro de Estudios e Investigaciones Históricas Cuyo, Mendoza, 2002, ISBN 987-43-1155-X, p. 124, documento nr.:368.

- El ejército agresor debía cruzar la cordillera solo por pasos conocidos y el defensor podía elegir el tramo en que lo enfrentaría.[22]

Según Raúl Castro, embajador de los Estados Unidos en Buenos Aires en 1978, los jefes superiores argentinos consideraban que la guerra sería fácil de ganar: «Ellos suponían que iban a invadir Chile, Santiago, en especial. Les parecía algo muy fácil; una cuestión de cruzar la frontera y que los chilenos se iban a dar por vencidos. Y yo les decía: No, no, se equivocan. Ellos tienen una armada mejor que la de ustedes. Están bien armados, son muy fuertes». Por el contrario, Augusto Pinochet preveía una guerra larga y de desgaste: «Una guerra de montonera, matando todos los días, fusilando gente, tanto por parte de los argentinos como por nuestra parte, y al final, por cansancio, se habría llegado a la paz».

## El plan de acción

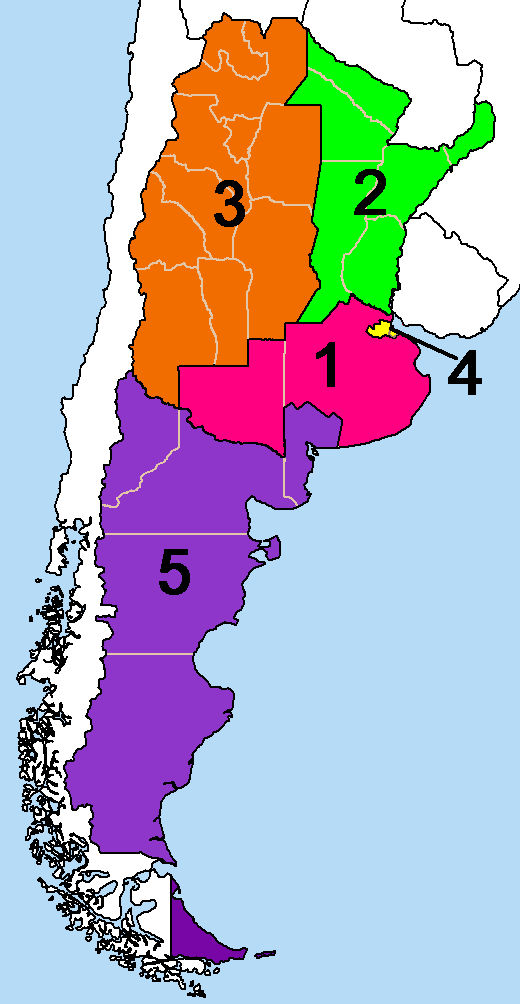
Organización del Ejército Argentino entre 1975 y 1983. Cada zona corresponde a un cuerpo de ejército.

No existen ni declaraciones ni documentos oficiales argentinos sobre la existencia de la Operación Soberanía; sin embargo, la cantidad de testimonios en todos los estamentos de la sociedad argentina es tal, que nunca se ha puesto en duda su existencia. Empero, es difícil establecer las condiciones, fines y medios que planearon sus gestores a partir de las experiencias personales de los partícipes.
El ataque sería precedido por una denuncia argentina falsa ante el Consejo de Seguridad de las Naciones Unidas de una ocupación militar de las islas al sur del canal Beagle por parte de Chile.
Las Fuerzas Armadas argentinas desembarcarían en las islas y en caso de que las tropas de élite chilenas que protegían las islas opusieran resistencia, se invadiría el territorio continental de Chile, buscando a lo largo de la frontera el frente que ofreciese menos resistencia, para cortar el país en por lo menos un lugar y así obligar a Chile a aceptar las condiciones argentinas.
En la noche del 21 al 22 de diciembre de 1978, tras más de veinte días en alta mar y por lo menos una postergación del inicio de las hostilidades, los buques argentinos con tropas y material de desembarco enfilaron hacia la zona de conflicto para iniciar la operación anfibia que establecería la soberanía argentina sobre las islas.
Rubén Madrid Murúa señaló en La estrategia nacional y militar que planificó Argentina, en el marco de una estrategia total, para enfrentar el conflicto con Chile el año 1978, que la Operación Soberanía fue elaborada por el Estado Mayor Conjunto de las Fuerzas Armadas bajo el nombre de Planeamiento Conjunto de Operaciones Previstas contra Chile. 
El concepto estratégico del plan, con el fin de lograr el objetivo político de apoderarse de las islas inmediatamente al sur del Beagle que se había propuesto Argentina, estaba basado en dos premisas:
1. Que Chile se rindiera en un tiempo breve como consecuencia de las acciones militares que se estaban preparando; y
2. Que Chile aceptara los reclamos territoriales formulados por Argentina, a lo que seguiría el repliegue de las tropas argentinas desde los puntos del territorio chileno que hubiera sido ocupado luego de la ofensiva trasandina.

Luego, se elaboró una Directiva Estratégica Militar, aprobada por la Junta Militar, donde se establecía, el concepto general de la guerra, el objetivo político de guerra bélico y la organización de las fuerzas. 
Como anexo a este plan, se formularon otros planes que incluían un Plan de Movilización, un Plan de Inteligencia y un Plan de Intrusión. Este último incluía la ocupación militar —Flota de Mar [FLOMAR] e Infantería de Marina— de las islas, incluyendo las islas Wollaston y el cabo de Hornos, antes de la hora H, vale decir, antes de que se iniciara el ataque terrestre a nivel continental. 
Como se esperaba que las acciones bélicas provocaran la reacción inmediata de la ONU, Estados Unidos y otros países, los militares planificaron el realizar una guerra de la forma más rápida y violenta, con el objetivo de apoderarse de la mayor cantidad de espacio territorial chileno en pocos días, para luego aceptar un cese de hostilidades manteniendo un statu quo, que sería impuesto por la ONU, pero que dejaría a Argentina en una posición de fuerza para negociar territorios luego. Con ese objetivo, Argentina estaba más que dispuesta a aceptar la presencia de fuerzas de paz de las Naciones Unidas para separar a ambos ejércitos.
Otro aspecto que consideraba el plan, era la posibilidad de que Perú, que llevaba varios años armándose para una posible guerra, interviniera en el conflicto a favor de Argentina. Al respecto, habría existido en un plan elaborado por el general peruano Edgardo Mercado Jarrín, que contemplaba una ofensiva militar contra Chile después de iniciadas las hostilidades en el extremo austral.[cita requerida] Además, se sabe que funcionarios de la embajada de Argentina en Lima hablaron con el canciller peruano José de la Puente Radbill para conseguir que ese país firmara un acuerdo secreto con Argentina en contra de Chile; De La Puente, lejos de aceptar, les recordó el hecho de que un siglo antes, Argentina había desechado suscribir el Tratado Secreto de 1873 y que mientras Perú y Bolivia luchaban contra Chile en la Guerra del Pacífico, Argentina, aprovechando esa situación de desventaja chilena, se apoderó de la Patagonia para más tarde provocar un entendimiento a favor con Chile[cita requerida]. De La Puente puso en conocimiento del canciller chileno Hernán Cubillos lo ocurrido, asegurándole que Perú no intervendría si se producía la guerra entre Chile y Argentina.
Los militares consideraron que Bolivia se les sumara a la ofensiva, teniendo en cuenta su permanente reivindicación de obtener una salida a ese mar metafísico del que hablaba el almirante Emilio Massera de la Armada Argentina.
De este plan, al 14 de diciembre de 1978, se habían cumplido las etapas de movilización de las fuerzas regulares de las tres ramas y la fase de movilización parcial de los reservistas.

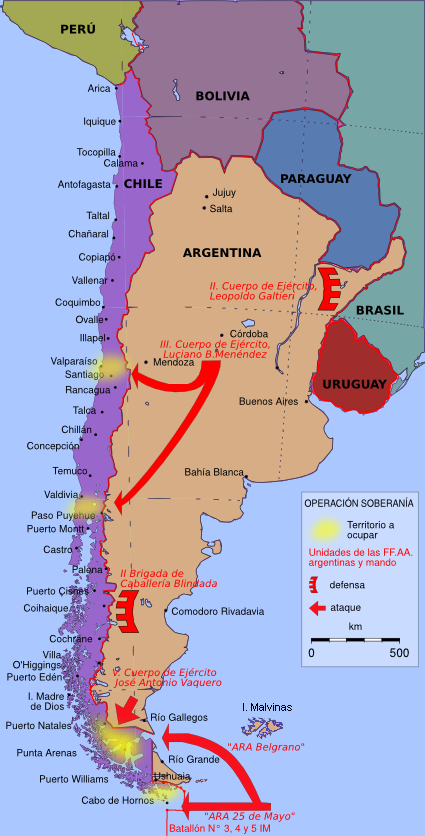
Disposición de las Fuerzas Armadas argentinas para el ataque a Chile en 1978 durante la Operación Soberanía.

La ofensiva sobre Chile seguiría la siguiente secuencia:
1. A partir de las 20:00 horas (H-2) del Día D, el 22 de diciembre de 1978, la FLOMAR y la Infantería de Marina —Batallón N.º 5— ocuparían las islas Freycinet, Hershell, Wollaston, Deceit y Hornos.
2. A las 22:00, la Hora H, la FLOMAR e infantes de marina —Batallones N.º 3 y N.º 4— ocuparían las islas Picton, Nueva y Lennox, logrando además el control del canal Beagle.
3. La ofensiva terrestre se iniciaría a las 24:00 horas (Hora H+2). El V Cuerpo de Ejército atacaría desde la zona de Santa Cruz tratando de conquistar el máximo territorio chileno de la zona patagónica. Simultáneamente, la Fuerza Aérea Argentina iniciaría bombardeos estratégicos.
4. A las 06:00 (H+8) del día 23 de diciembre de 1978 (23.06:00.DIC.978) se procedería a la destrucción de la Fuerza Aérea de Chile en tierra.

En una fase posterior, el plan incluía lanzar una ofensiva utilizando al III Cuerpo de Ejército, en la zona del Paso Los Libertadores-Paso Maipo y Paso Puyehue (hoy Paso Fronterizo Cardenal Samoré), con el propósito de cortar las comunicaciones en el territorio de Chile continental. Esto incluía la conquista, con el apoyo de la Flomar, de una ciudad del litoral, que podía ser Puerto Williams, mientras que la Fuerza Aérea apoyaba las operaciones marítimas y terrestres.
En función de este plan, las fuerzas argentinas se organizaban de la siguiente manera:
Ejército Argentino —general Roberto Eduardo Viola—:
- II Cuerpo de Ejército —general Leopoldo Fortunato Galtieri—. Misión asignada: Proteger la frontera norte con Brasil y detener cualquier ofensiva que ese país pudiera montar en contra de Argentina.
- III Cuerpo de Ejército —general Luciano Benjamín Menéndez—. Misión asignada: Partiendo desde la zona de Mendoza, cortar las comunicaciones en el centro de Chile, conquistando los alrededores de Santiago y, si era posible, Valparaíso.
- V Cuerpo de Ejército —general José Antonio Vaquero—. Misión asignada: Ofensiva estratégica a partir de las 24:00 (H+2), partiendo desde Santa Cruz, con el objetivo, probable, de conquistar Puerto Natales y Punta Arenas. Luego, apoyaría al Cuerpo de Ejército III en su avance por Puyehue hacia Chile, cortando las comunicaciones de la zona central con el sur del territorio chileno.
- Además, había una reserva (Brigada de Caballería Blindada II), dependiente del II Cuerpo, en Comodoro Rivadavia, encargada de prevenir una posible invasión chilena por el sector de Río Mayo (Chubut).

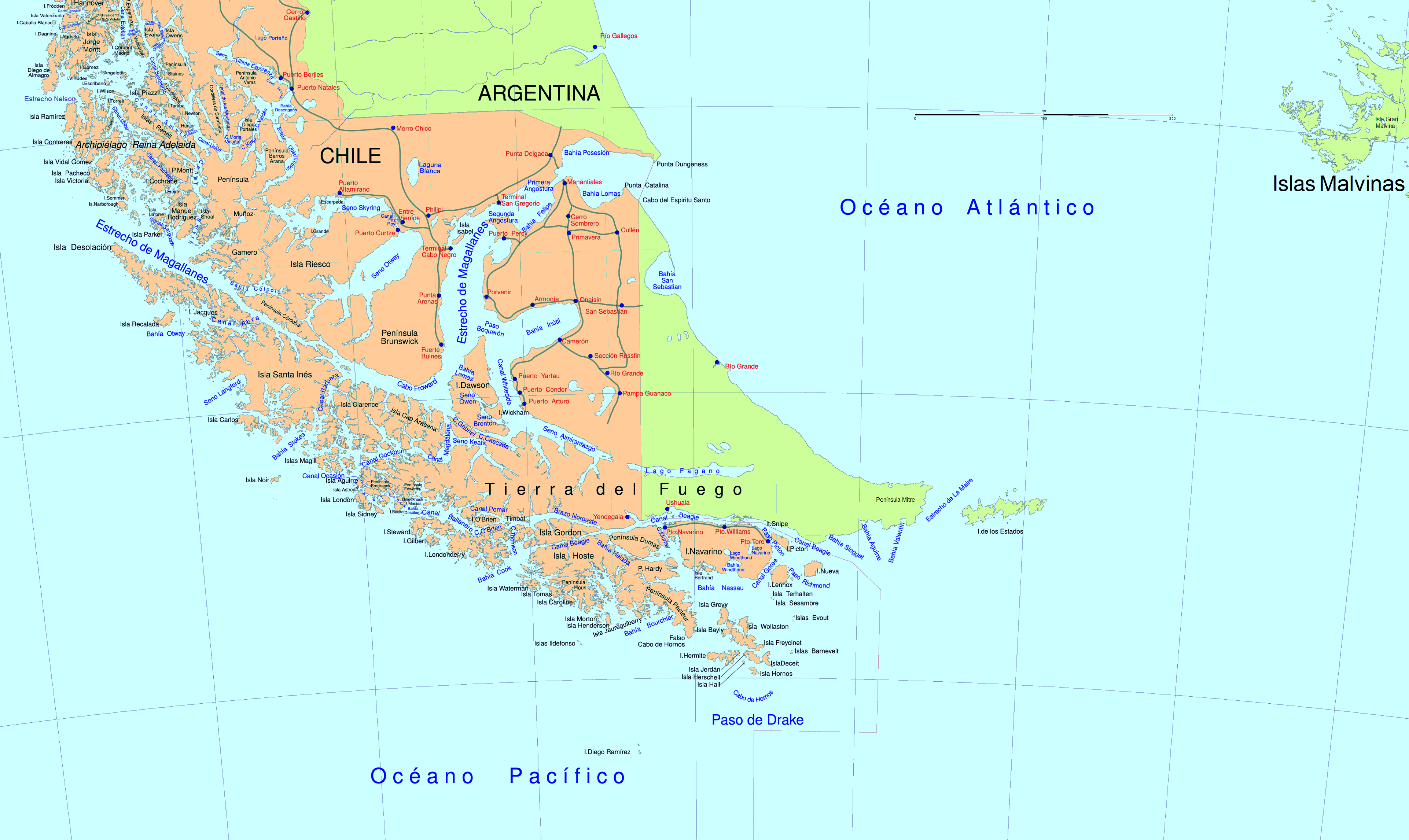
Archipiélago de Tierra del Fuego.

Armada Argentina —contraalmirante Humberto Barbuzzi—
Misión: Oponerse a la acción de la escuadra chilena y apoyar la conquista de las islas al sur del Canal Beagle. Para ello la flota argentina se había dividido en tres grupos de tarea (GDT):
- El primero, encabezado por el PAL —Portaaviones Liviano— ARA Veinticinco de Mayo, con su completo GAE —Grupo Aéreo Embarcado— formado por: ocho aviones A-4Q Skyhawk, cuatro S-2 Tracker, cuatro helicópteros S-61D4 Sea King y un Alouette III) con el destructor misilístico ARA Hércules —con al menos dos misiles MM 38 Exocet) y las flamantes corbetas misilísticas Clase A-69 ARA Drummond, y ARA Guerrico —ambas con cuatro misiles MM 38 Exocet cada una— en funciones de escolta.
- El segundo grupo era encabezado por el crucero ARA General Belgrano y los destructores ARA Rosales, ARA Bouchard y el ARA Piedra Buena, estos dos últimos con 4 misiles MM 38 Exocet; este grupo cubriría a la fuerza de desembarco compuesta por el buque de desembarco dique (BDD) ARA Cándido de Lasala y el buque de desembarco de tanques (BDT) ARA Cabo San Antonio. También navegaba en este grupo de tareas el buque tanque ARA Punta Médanos y otros buque tanques de YPF (Yacimientos Petrolíferos Fiscales).
- El tercer grupo, conformado por el ARA Py, con sus cuatro misiles MM 38 Exocet, junto al resto de los buques de la Primera División de Destructores, los destructores ARA Seguí también con cuatro misiles MM 38 Exocet, el ARA Almirante Storni y ARA Almirante Domecq García.

El GDT1 apoyaría la conquista de las islas ubicándose en la boca oriental del Canal Beagle, mientras que el GDT 2, en la boca oriental del Estrecho de Magallanes, tenía el objetivo posterior de apoderarse de alguna ciudad marítima, como Puerto Williams.
Fuerza Aérea Argentina —comandante brigadier general Orlando Ramón Agosti—
Sus objetivos eran, primero, iniciar bombardeos contra objetivos militares de las ciudades de Punta Arenas y Puerto Williams, y la destrucción de la Fuerza Aérea de Chile, usando una técnica muy semejante a la utilizada por Israel en la Guerra de los Seis Días en 1967.
Sin embargo, la Flomar pidió en noviembre de 1978 el contar con un fuerte apoyo de la Fuerza Aérea Argentina, debido a que uno de sus temores eran los helicópteros artillados de los que disponía la Escuadra chilena, los que podían causar bastantes estragos.

### Bajas
El plan estimaba que las fuerzas comprometidas entre ambos países llegarían a 200 000 hombres. Dos periódicos, el español El País y el argentino La Nación, dieron estimaciones de entre 30 000 y 50 000 muertos en el transcurso de la guerra.

### Instrucciones políticas particulares
Para la fase posterior a la ocupación de las islas, se prepararon las Instrucciones Políticas Particulares para la Zona Austral para la Etapa Posterior a la Ejecución de Actos de Soberanía en las Islas en Litigio que preveían:
- La definición del espacio geográfico en que Argentina impondría sus derechos de soberanía por las armas.
- Los nuevos derechos de navegación que la armada argentina le concedería a Chile.
- Procedimientos en caso de negación chilena:
  - (textual:) «No se acatarán intimaciones ni aceptarán protestas chilenas de ninguna especie, ni aun las formuladas bajo amenaza del empleo de las armas».
  - (textual:) «3.2) Cuando como consecuencia de una intimación chilena no acatada se sea objeto de ataque con armas, se utilizarán las propias a discreción, cesando de inmediato en su empleo cuando se hubiere logrado inutilizar al adversario».
  - (textual:) «3.3) Si como resultado de la acción anterior existiesen náufragos o heridos chilenos, se procederá a rescatarlos y brindarles atención, trasladándoselos detenidos adonde lo disponga el Comando del Área Naval Austral».
  - (textual:) «3.4) Igualmente, si en el transcurso de dicha acción se detuvieren nacionales chilenos, se procederá a trasladarlos adonde lo indique el Comando del Área Naval Austral».
- Si una nave chilena violase las nuevas reglas de navegación se previó:
  - Ayudarle, si fuese por error involuntario.
  - Intimación en caso de intencionalidad.
  - (textual:) «4.2.5) Si a pesar de ello continuaran en su propósito, se recurrirá al empleo de las armas en la medida de lo necesario para impedir al adversario la consumación de su propósito o para inutilizarlo, cesando de inmediato en ese empeño cuando se hubiese logrado tal propósito».
  - (textual:) «4.2.5) Si en el transcurso del incidente se fuese objeto de ataque con armas, se utilizarán las propias a discreción, cesando de inmediato en su empleo cuando se hubiere logrado inutilizar al adversario».

## El despliegue defensivo de Chile

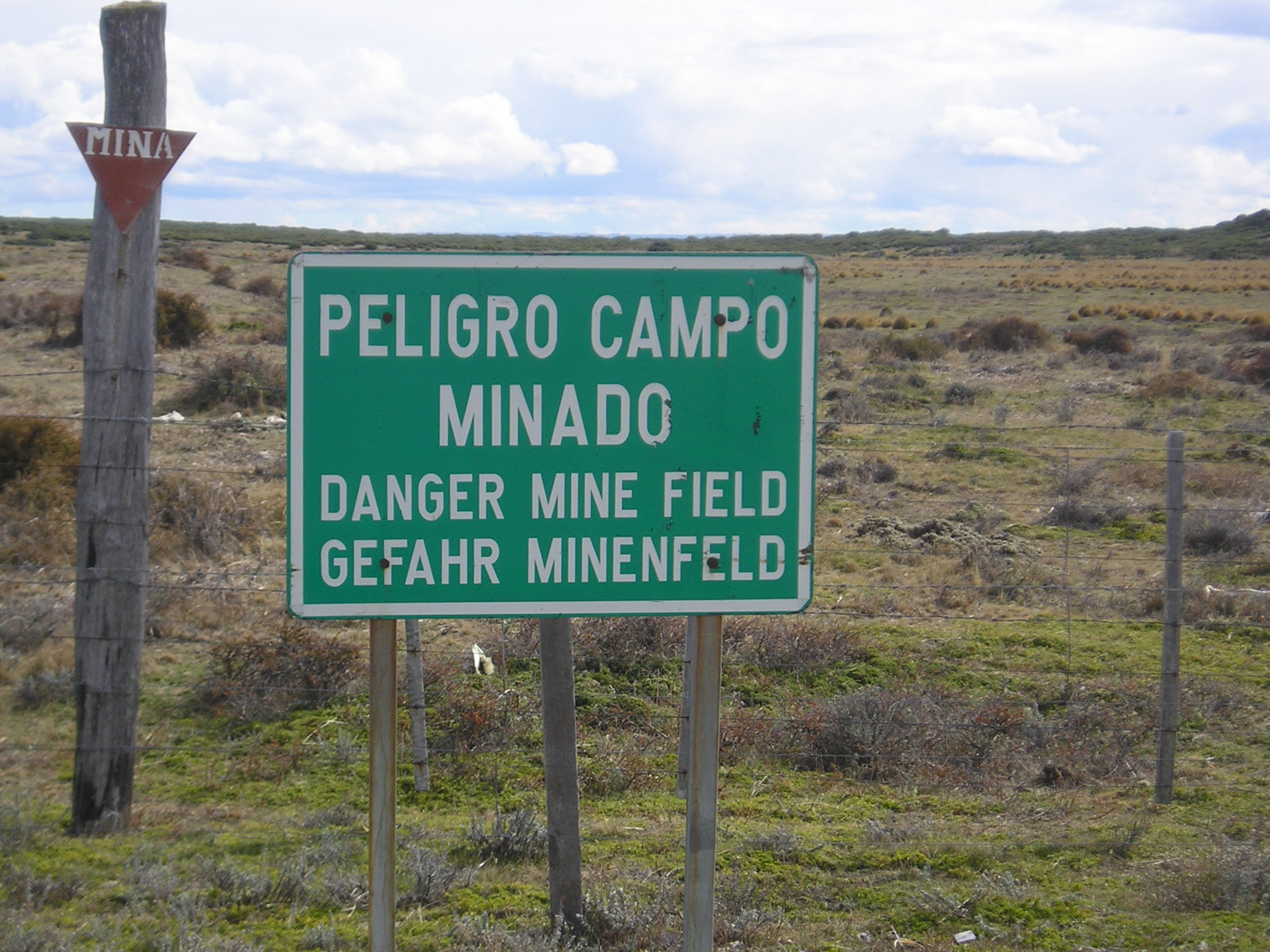
Campo minado en Tierra del Fuego, fotografiado en 2006

Chile, al que le eran conocidos tanto los movimientos de la flota argentina como los lugares en que estaban las concentraciones de tropas argentinas, había puesto sus tropas a lo largo de la frontera en máxima alerta y la escuadra chilena esperaba ya a la argentina en el mar austral. No habría un factor sorpresa. Incluso en el libro La escuadra en acción, el jefe de la escuadra chilena, vicealmirante Raúl López Silva, no es concluyente, si esperaría a la flota argentina o la atacaría antes.
Chile además había minado grandes extensiones de su frontera con Perú, Bolivia y Argentina en los años 1970 y algunos pasos cordilleranos fueron cerrados. Los planes defensivos de Chile no han sido publicados. Sin embargo, a través de fuentes no oficiales, se habría filtrado el eventual uso de los ejércitos del norte para invadir a su vez territorio norteño argentino en lo que se ha llamado la estrategia del «gancho de izquierda», que descansaba en la no participación de Bolivia o Perú en la guerra. Si bien no era decisivo, se ocuparía extensos territorios mayormente deshabitados que mediática y políticamente habrían hecho ver insignificantes los avances argentinos en cualquier punto de Chile y se mantedrían para las futuras negociaciones. Aunque eso habría significado quizás ampliar el conflicto insospechadamente, podría haber sido beneficioso para Chile.
Los planes chilenos se ordenaron según su plan estratégico HV3, o «Hipótesis Vecinal 3», en alusión a un conflicto simultáneo con Argentina, Bolivia y Perú. En el caso del Ejército, la cordillera de los Andes es la barrera principal a una invasión, dado que cualquier incursión de fuerzas importantes está obligada a desplazarse por pasos de montaña, todos convenientemente minados y defendidos por el lado chileno. Esto hacía cualquier penetración altamente arriesgada puesto que los pasos pueden ser dinamitados en cualquier momento, y las fuerzas de avanzada que hayan alcanzado a cruzar pueden ser aisladas y destruidas. En el supuesto de una invasión de mayor magnitud, con un contingente importante de tropas argentinas en Chile, las tropas chilenas no tienen profundidad de territorio suficiente para hacer maniobras, y en algunos puntos hubiera sido relativamente fácil para Argentina alcanzar el Pacífico, y cortar a Chile en dos o más territorios aislados.
En el escenario naval, La Armada de Chile era relativamente inferior a la FloMar aunque seguía siendo una amenaza seria. Además, Argentina no contaba con cartas náuticas de los fiordos e islas del Pacífico, lo cual fue intensamente aprovechado por la escuadra chilena para ocultar sus navíos y planear sus desplazamientos, en tanto la Flomar solo podía desplazarse por mar abierto y en rutas conocidas generalmente con mar gruesa, como el estrecho de Magallanes o el cabo de Hornos. Cualquier ruta alternativa significaba un riesgo de encallar o exponerse a emboscadas. Esto, según la óptica argentina, no era de importancia puesto que poseía unas 100 aeronaves de todo tipo volando, con lo cual el ubicarlos por radar u observación era y fue factible.
La Fuerza Aérea de Chile era sensiblemente inferior a la Argentina en tecnología y número. Además, y dada la forma del territorio, el país tenía una capacidad muy limitada de alerta temprana y defensa antiaérea, todo lo cual permitía a Argentina conseguir superioridad aérea.

## Inminente conflicto

### Momentos claves
Para diciembre del 1978, las relaciones entre ambas partes, habían llegado a un punto de tensiones máximas para la época. En Chile la prensa no hizo mucho revuelo publicando sobre las tensiones que acontecían, se pueden ver alguna información en la prensa chilena, la cual estaba controlada por la dictadura de la época, además el traslado de efectivos militares fue de manera silenciosa, para no causar alarmas en Chile. No así aconteció en Argentina, donde había un despliegue más grande en la prensa también controlada por la dictadura, utilizada para lograr cierta unión del pueblo argentino, que los militares querían aprovechar para obtener una aprobación popular.
«El 21 de diciembre el alto mando argentino puso en marcha la Operación Soberanía.» 

El 21 de diciembre el clima empeoró con fuertes lluvias, vientos huracanados y olas de más de 12 metros de altura que impedían toda aproximación a los objetivos y mucho menos, operar con la aviación. Aun así, el contralmirante Barbuzzi mantenía el rumbo hacia la zona de operaciones, aguardando el momento que el meteoro amainase y de ese modo iniciar las acciones. Ese mismo día, a las 22.00, el canciller Hernán Cubillos se hallaba reunido con sus colaboradores más inmediatos cuando fue notificado que tenía un llamado urgente. Al atender el teléfono escuchó atentamente lo que se le decía y después de cortar, informó a su equipo de colaboradores que la invasión había comenzado:
“Se me acaba de comunicar que aviones de nuestra armada han detectado en la zona del Cabo de Hornos, navegando en posición de ataque, a la flota de guerra argentina. Hay una observación permanente. Se acentúa el control en el área. Nuestra armada ya ha tomado posiciones. El llamado a actuar será cursado en cuestión de minutos”

En el canal de Beagle, el vicealmirante López Silva recibió un nuevo mensaje del almirante Toribio Merino: «zarpar de inmediato y entrar en combate contra los argentinos».
Ese era el clima que imperaba a ambos lados de la cordillera cuando el gobierno de Pinochet invocó el Tratado Interamericano de Asistencia Recíproca (TIAR) y solicitó una reunión urgente de Consulta Hemisférica para denunciar a la Argentina como país agresor mientras se buscaba una salida diplomática que evitase la guerra.
La invasión debió haber comenzado a las 22.00 del 21 de diciembre pero con el temporal incrementando su furia, la misma debió postergarse. Los helicópteros aguardaban en cubierta la orden de partir pero la tormenta no cesaba y el embravecido mar sacudía con creciente violencia a las naves, impidiendo el inicio de la operación. En el interior de las aeronaves, comandos y tropas de elite aguardaban en silencio, mientras sujetaban con fuerza las armas en sus manos enguantadas, cubiertos sus rostros con betún y sus cabezas con gorros de lana negros. Pilotos y tripulantes se mantenían en alerta, listos para remontar vuelo y en el continente, miles de soldados se aprestaban a iniciar el avance. La moral era alta y las ansias de combatir grandes pero las horas pasaban y nada parecía indicar que el tiempo fuese a mejorar. Los chilenos aseguran que a las 19.19 horas un avión CASA 212 pudo confirmar la posición de la flota argentina a 134°, 120 km al sudeste del Cabo de Hornos.
En horas de la tarde el comando naval chileno, le ordenó al capitán de navío Pablo Wunderlich que desplazase a sus cuadros hacia la isla Nueva porque ese iba a ser el primer objetivo del enemigo. El oficial alistó a los 150 efectivos de elite de su destacamento de Infantería de Marina y a bordo del destructor Serrano, se dirigió a ese destino, tomando posiciones a la vista del enemigo. A pesar de que no fue confirmado por los argentinos, los chilenos aseguran que el mensaje enviado por el almirante Merino debió ser escuchado por la flota argentina, lo que, seguro, según textuales palabras, debió ser una «mala noticia para ellos porque quería decir que la escuadra chilena conocía su posición y quedaban obligados a batirse antes de poder intentar el desembarco en las islas». El capitán John Howard —jefe del Estado Mayor de la II Zona naval de Chile — asevera que «cuando los trasandinos recibieron este mensaje no les debe de haber gustado nada». Esa misma noche, a las 23.00, otro avión de exploración informó que había detectado a la flota moviéndose en cercanías de las islas del Canal y que uno de los buques ya estaba desembarcando tropas. Eso hizo cundir el nerviosismo entre las fuerzas chilenas apostadas en la región pero enseguida se supo que la tripulación de la aeronave había confundido el objetivo pues lo que aparecía en sus pantallas en esos momentos eran en realidad, las torpederas chilenas Quidora, Fresia, Tegualda y Guacolda que se desplazaban por ese sector. Las unidades de mar del vicealmirante López Silva fueron informadas pronto del error y eso evitó que fuesen atacadas por fuego propio. Al fin, el alto mando argentino dio la orden de iniciar el ataque y a poco de recibida la misma, el contraalmirante Barbuzzi impartió las directivas, lo que se hizo en pleno temporal, en medio de las embravecidas aguas del cabo de Hornos.
En la noche del 21 al 22 de diciembre de 1978, después de veinte días en alta mar y por lo menos una postergación del inicio de las hostilidades, los buques argentinos atestados de tropas y equipo de desembarco, seguían su avance hacia la zona de conflicto para iniciar la operación anfibia de mayor envergadura en la historia de América. 
Había comenzado el intento de invasión. Esto provocó que la Escuadra de Chile, compuesta por ocho destructores artillados y cuatro fragatas equipadas con misiles Exocet, saliera al encuentro de la Flomar, y del Grupo de desembarco que protegía, con el objetivo de evitar el desembarco en las islas. Solo en último momento, cuando el combate era inminente, la Junta Militar argentina tomó la decisión política de aceptar la mediación papal y retirar su flota.

### Momento de distensión posterior
Desde la tarde el 21 de diciembre la flota argentina enfrentaba un feroz temporal que había tornado al mar en extremo violento, con vientos huracanados y olas que alcanzaban los 14 m de altura. En esas condiciones era imposible cualquier ataque, pese a moral de los efectivos, en especial, las tropas de elite, los buzos tácticos y los efectivos de Infantería de Marina que aguardaban en los helicópteros para efectuar el asalto de distracción sobre las islas del canal.
Lejos de allí, en territorio continental, impartida la orden de asalto, los batallones se pusieron de pie e iniciaron el avance hacia la frontera mientras en las bases aéreas y las pistas improvisadas construidas en secreto en línea paralela a la cordillera, aviones A-4 Skyhawk, bombarderos Canberra MK-62 y Mirage IIIEA esperaban de la orden de partir hacia sus blancos. Ese día, en horas de la noche, varios regimientos argentinos cruzaron la línea fronteriza y se internaron en territorio enemigo sin ser detectados. Uno de ellos se introdujo 20 km en territorio chileno desde la provincia de Santa Cruz y otro hizo lo propio en Tierra del Fuego, según las versiones argentinas, sin que nadie se percatase de ello. Conforme a las versiones chilenas, los avances argentinos fueron detectados, sin reaccionar a la espera de cumplir el plan de defensa chileno que involucraba encauzar el ataque argentino hasta puntos donde pudiesen ser abatidos.[cita requerida]
En capítulo dedicado a la crisis del canal de Beagle del libro Disposición Final, el general Jorge Videla confirma a su autor, Ceferino Reato, que unidades argentinas operaban en territorio enemigo. Videla asegura que «estuvimos en guerra». De acuerdo con el libro, a fines de 1978 la flota naval argentina ya navegaba hacia el Océano Pacífico, los aviones habían cambiado sus bases, patrullas del Ejército «operaban en territorio chileno» e, incluso, se había dispuesto el traslado en tren de miles de féretros. «Hubo un Día D, Hora H; ya habían sido determinados. La invasión sería el sábado 23 de diciembre. No queríamos que coincidiera con la Navidad», dijo el exdictador. El programa Informe Especial. Los grandes temas de Chile y el mundo emitido por la televisión de ese país en 2008, habla de una feliz coincidencia que conjugó dos hechos providenciales. A menos de cuatro horas del punto de “no retorno” (18.30 del 22 de diciembre), en medio del espantoso temporal que se abatía sobre la flota argentina, las unidades navales comenzaron a aminorar su marcha y poco después iniciaban un lento viraje en dirección a la isla de los Estados.

## La orden de abortar la operación
No ha podido ser determinado con certeza si acaso tropas argentinas llegaron a la frontera con Chile continental o solo esperaron la orden de ataque en esta. Fuentes argentinas afirman que llegaron a la frontera y que les fue dada la orden de contramarcha cuando estaban cerca de territorio chileno, aunque esto contradice la teoría de que la invasión al territorio continental de Chile solo ocurriría en caso necesario. En 2011, Jorge Rafael Videla declaró que el 21 de diciembre de 1978 Argentina ya se consideraba en guerra debido a que la Flota de Mar navegaba hacia el Pacífico, los aviones habían cambiado sus bases y había patrullas del Ejército operando en territorio chileno: «La invasión sería el sábado 23 de diciembre. No queríamos que coincidiera con la Navidad».
Tampoco la Armada Argentina concurrió al lugar del desembarco. Horas antes, se alejó de la zona del conflicto.
La fuerte tormenta que demoraba el inicio de las operaciones militares argentinas en la región austral, dio tiempo a la llegada a Buenos Aires de la noticia de que el papa Juan Pablo II había ofrecido mediar en el conflicto. Tras una hora de discusión, la Junta Militar argentina aceptó la mediación papal, dejando de lado la tesis de que la negociación directa era la única salida pacífica al conflicto, y se dio la orden de contramarcha a las tropas y a la flota.
Por qué Argentina no dio el paso final es una interrogante que no tiene respuesta conocida. Sin duda, el despliegue defensivo chileno desvaneció la inicial creencia de que la invasión sería rápida y fácil. Y esto llevó a aceptar la mediación del papa Juan Pablo II, que había sido rechazada semanas antes. Puede haber jugado un papel en la decisión la certeza de que serían condenados por el mundo como agresores, tal como lo advirtió el embajador estadounidense a la Junta Militar en Buenos Aires.[cita requerida]
Alejandro Luis Corbacho, en Predicting the probability of war during brinkmanship crisis: The Beagle and the Malvinas conflicts, aportó las siguientes acotaciones al tema (pág.45):

The newspaper Clarín explained some years later that such caution was based, in part, on military concerns. In order to achieve a victory, certain objectives had to be reached before the seventh day after the attack. Some military leaders considered this not enough time due to the difficulty involved in transportation through the passes over the Andean Mountains.
El periódico Clarín expuso algunos años más tarde que tal precaución estaba basada, en parte, en cuestiones militares. Para alcanzar la victoria, había que lograr ciertos objetivos antes del séptimo día tras el inicio del ataque. Algunos jefes militares consideraron que no había tiempo suficiente debido a las dificultades que conllevaba el transporte a través de los pasos cordilleranos.

y en la nota 46:

According to Clarín, two consequences were feared. First, those who were dubious feared a possible regionalization of the conflict. Second, as a consequence, the conflict could acquire great power proportions. In the first case decisionmakers speculated that Perú, Bolivia, Ecuador, and Brazil might intervene. Then the great powers could take sides. In this case, the resolution of the conflict would depend not on the combatants, but on the countries that supplied the weapons.
De acuerdo con Clarín, se temían dos consecuencias. Primero, aquellos que estaban en la duda temían una regionalización del conflicto. Segundo, como consecuencia, el conflicto podría tomar proporciones que afectaran a las grandes potencias. En el primer caso los jefes temían que Perú, Bolivia, Ecuador y Brasil interviniesen. Entonces las grandes potencias tomarían partido. En ese caso la resolución del conflicto no dependería ya de los combatientes sino de los países que aportasen las armas.

## Costo económico
La Operación Soberanía fue la consecuencia más belicosa del rechazo argentino al Laudo Arbitral de 1977; sin embargo, la tensión continuó hasta incluso pasada la Guerra de las Malvinas, causando a ambos países costos económicos enormes:
|                    | 1976 | 1977 | 1978 | 1979 | 1980  | 1981 | Total 1976-1981 |
| ------------------ | ---- | ---- | ---- | ---- | ----- | ---- | --------------- |
| Argentina          |      |      |      |      |       |      |                 |
| Gastos militares   | 2702 | 2225 | 2339 | 2641 | 2126  | 2241 | 14 274          |
| Porcentaje del PNB | 2.2  | 2.0  | 2.3  | 2.5  | 2.0   |      |                 |
| Chile              |      |      |      |      |       |      |                 |
| Gastos militares   | 487  | 566  | 713  | 951  | 1 128 | 949  | 4794            |
| Porcentaje del PNB | 3.5  | 3.5  | 4.1  | 4.6  | 5.2   |      |                 |

Nota: Los gastos militares están en millones de dólares de los Estados Unidos en 1979.

## Consecuencias de la Operación Soberanía

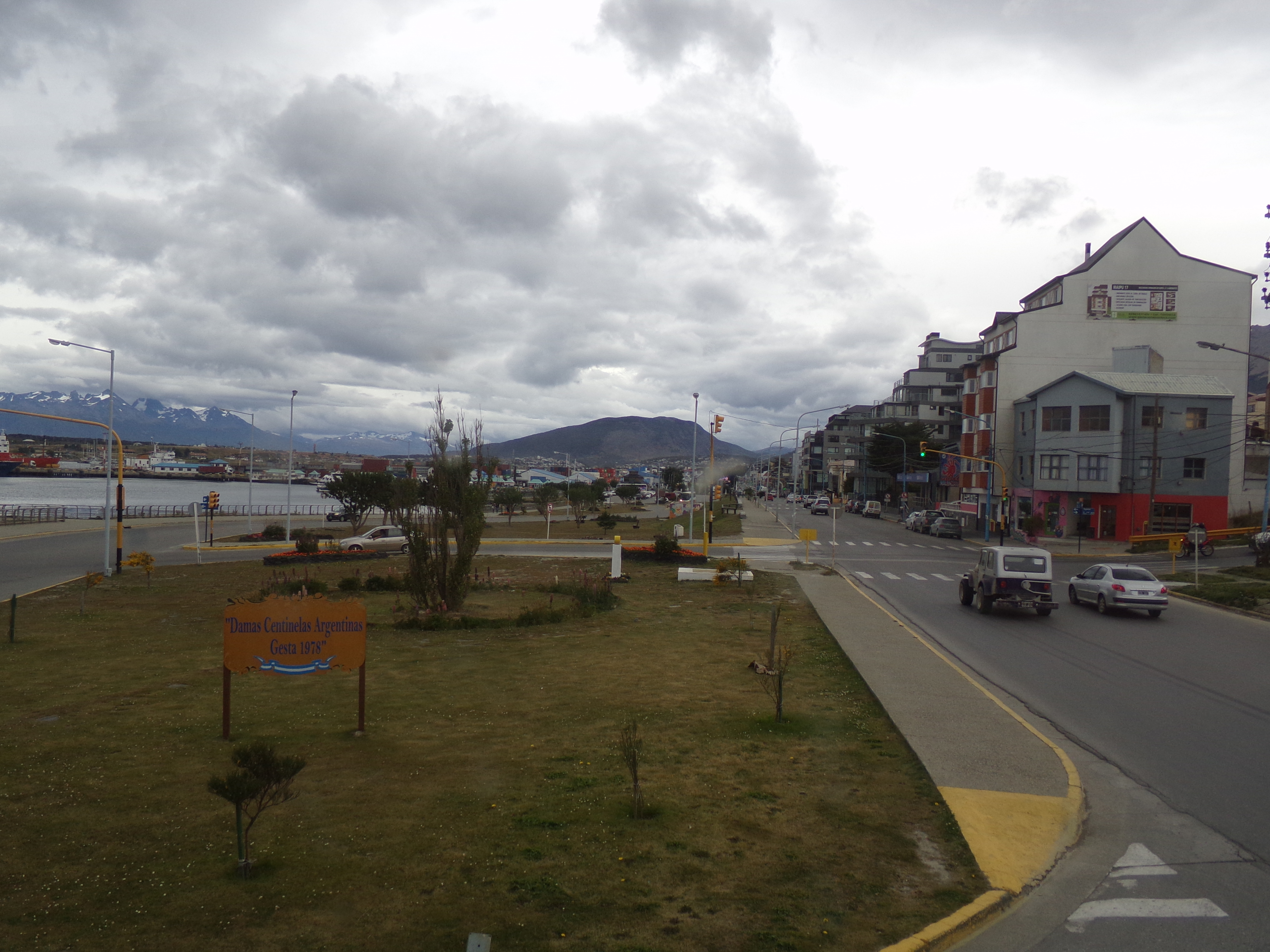
Plaza «Damas Centinelas Argentinas Gesta 1978» de Ushuaia, llamada así en honor a las 250 mujeres que permanecieron en dicha ciudad pese a la escalada del conflicto.

En Argentina hay voces que parecen confirmar la idea de que la escalada del Conflicto del Beagle y la Guerra de las Malvinas tuvieron una causa común en la política exterior de la dictadura cívico-militar que entonces gobernaba Argentina.
Amplios sectores de la sociedad chilena consideran que el desconocimiento del Laudo Arbitral de 1977 y la preparación y puesta en marcha de la Operación Soberanía por parte de Argentina son un mal precedente para las relaciones entre ambos países. Este conflicto es uno de los motivos por los cuales Chile apoyó a Reino Unido durante la Guerra de las Malvinas.